# Floscopa schweinfurthii
Floscopa schweinfurthii är en himmelsblomsväxtart som beskrevs av Charles Baron Clarke. Floscopa schweinfurthii ingår i släktet Floscopa och familjen himmelsblomsväxter.
Artens utbredningsområde är Tanzania. Inga underarter finns listade.